# Aurora Fredrika Järnefelt
Aurora Fredrika Järnefelt, född Molander 8 augusti 1800 i Ilomants, död 25 juni 1868 i Kuopio, var en finländsk prästdotter och officershustru, vilken genom såväl sin egen som sin makes släkt var nära befryndad med ett antal betydande personer i dåtidens Finland.
Aurora Fredrika Järnefelt var ett av fem barn till biskopen i Borgå stift Johan Molander (1762–1837) och Fredrika Lovisa Tawast (1759–1827). 
Hon gifte sig med officeren och kronofogden Gustav Adolf Järnefelt (1791–1838). De fick nio barn, varibland det yngsta var blivande senatorn Alexander Järnefelt, född 1833 i Tohmajärvi. När Alexander var fem år, dog Gustav Adolf Järnefelt, vilket ledde till att familjens gård Hovila auktionerades ut. Aurora Fredrika Järnefelt flyttade med sina barn till Kuopio 1845. 
Arvid Järnefelt och Aino Sibelius var barnbarn till henne. Tvillingbröderna målaren Lennart Forstén (1817–1886) och poeten Torsten Wilhelm Forstén (1817–1861) var hennes systerbarn.